# 稻澤車站
稻澤車站（日语：／ Inazawa eki */?）是一由東海旅客鐵道（JR東海）與日本貨物鐵道（JR貨物）所共同經營的鐵路車站，位於日本愛知縣稻澤市驛前一丁目，是東海道本線沿線的車站之一，也是所在地稻澤市的主車站，設有綠窗口。2000年入選中部車站百選（第二回）。
稻澤市除了是東海道本線沿線的客運車站外，同時也是連結名古屋與稻澤的貨物列車專用側線稻澤線匯回本線的交會車站（稻澤線本身是一條與東海道本線完全平行的路線）。除此之外在本站月台南側的稻澤線上，設有JR貨物擁有的車輛基地——愛知機關區，但除此之外稻澤車站並沒有擔負任何其他與貨運相關的業務，僅剩靠一般公路接駁運輸的車攜貨物（車扱貨物）服務，也沒有貨物列車的發著。目前在機關區附近還可見到一條分歧的專用線，是通往電氣化學工業名古屋服務站（名古屋サービスステーション，實際上是個水泥分裝廠）的水泥運輸專用路線，但該路線已於2002年9月時廢止。
此站以東至名古屋車站的東海道本線與稻澤線為四線鐵路（複複線）；以西到草津車站為雙線鐵路（複線）。

## 車站結構

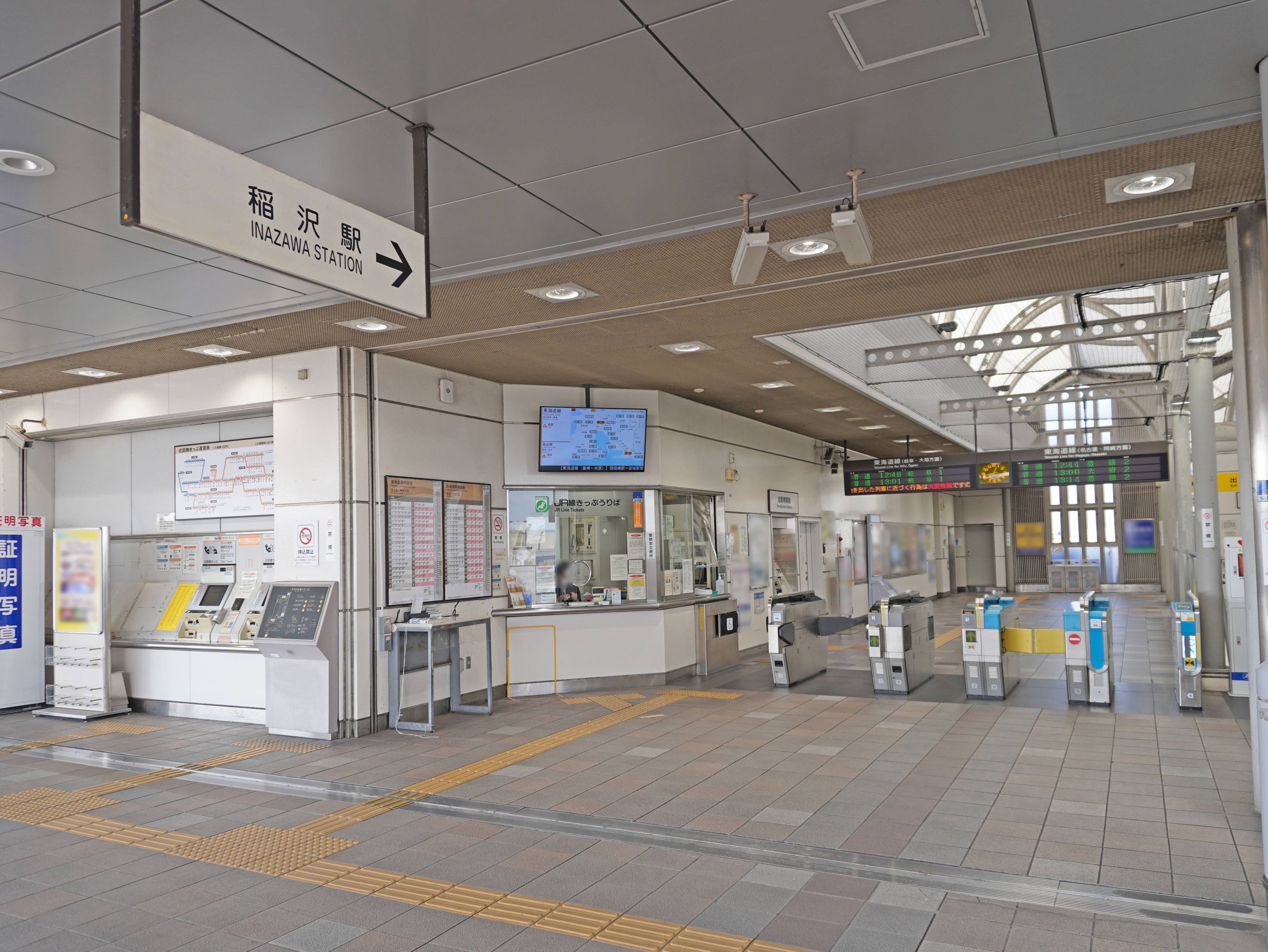
檢票口（2022年11月）

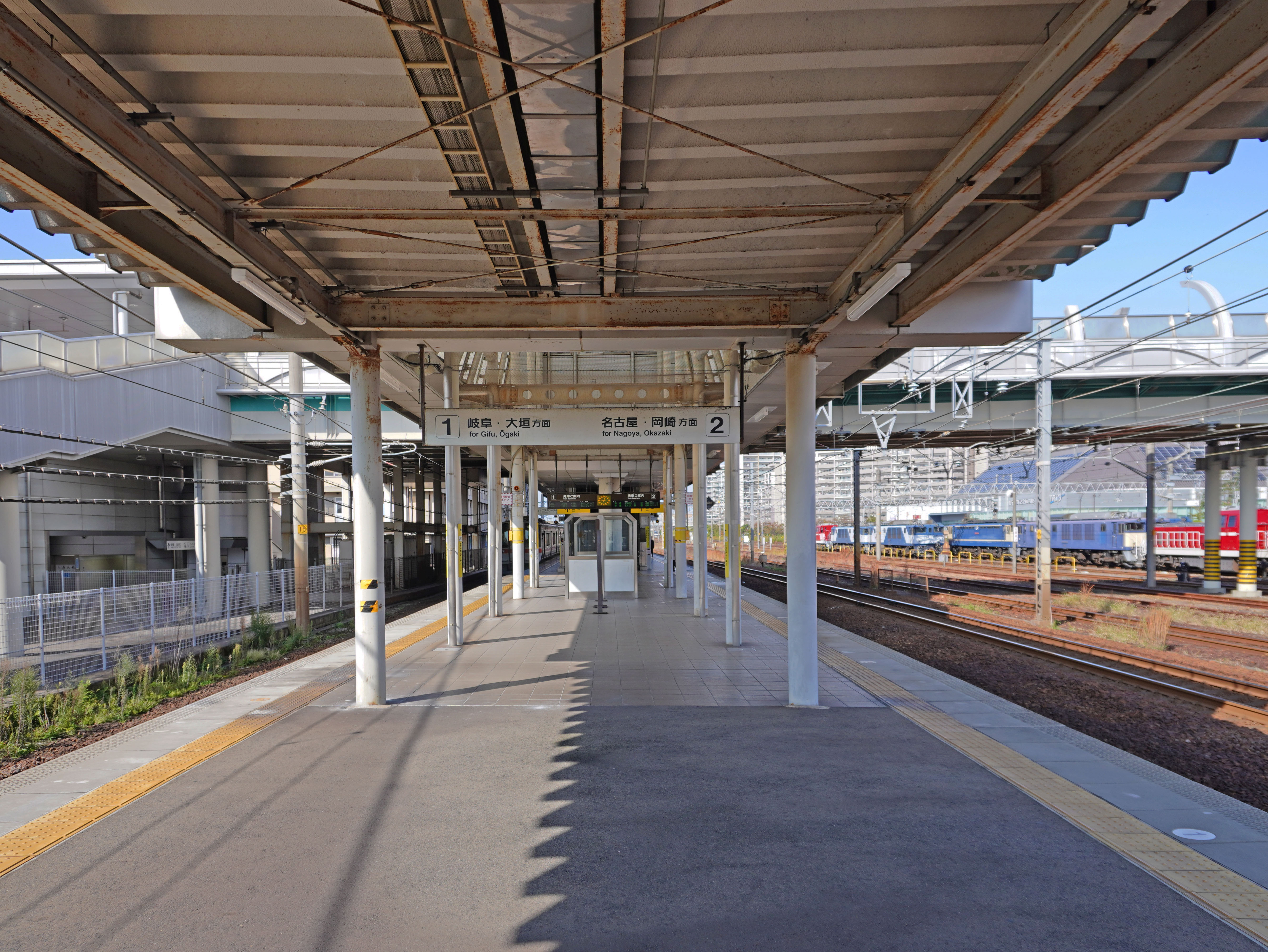
月台（2022年11月）

島式月台1面2線的地面車站。

### 月台配置
| 月台 | 路線       | 目的地                       |
| ---- | ---------- | ---------------------------- |
| 1    | 東海道本線 | 岐阜、大垣方向               |
| 2    | 東海道本線 | 名古屋、大府、岡崎、豐橋方向 |

## 相鄰車站
東海旅客鐵道（JR東海）
 東海道本線
■特別快速、■新快速、■區間快速
通過
■快速（平日只限早晚部分停車）
名古屋（CA68）－稻澤（CA71）－尾張一宮（CA72）
■普通
清洲（CA70）－稻澤（CA71）－尾張一宮（CA72）

## 外部連結
- 稻澤 - 東海旅客鐵道